# Pertheville-Ners
Pertheville-Ners (pɛʁt.vil.nɛʁⓘ) es una población y comuna francesa, situada en la región de Baja Normandía, departamento de Calvados, en el distrito de Caen y cantón de Falaise-Sud.

## Demografía
| 214 | 191 | 179 | 197 | 188 | 209 |
| Para los censos de 1962 a 1999 la población legal corresponde a la población sin duplicidades (Fuente: INSEE [Consultar]) |     |     |     |     |     |